# Lactobacillus
Lactobacillus es un género de bacterias Grampositivas, facultativas o microaerófilas, baciliforme, no productora de esporas.
Su nombre vulgar es "lactobacilo". Habitualmente son benignas e incluso necesarias, habitan en el cuerpo humano y en el de otros animales; estando presentes, por ejemplo, en el tracto gastrointestinal, sistema urinario y genital. Muchas especies participan en la descomposición de la materia vegetal y animal. 
La producción de ácido láctico hace que su ambiente sea ácido, lo cual inhibe el crecimiento de bacterias patógenas. Algunas especies de Lactobacillus se usan industrialmente para la producción de yogur, quesos y de otros  alimentos fermentados.

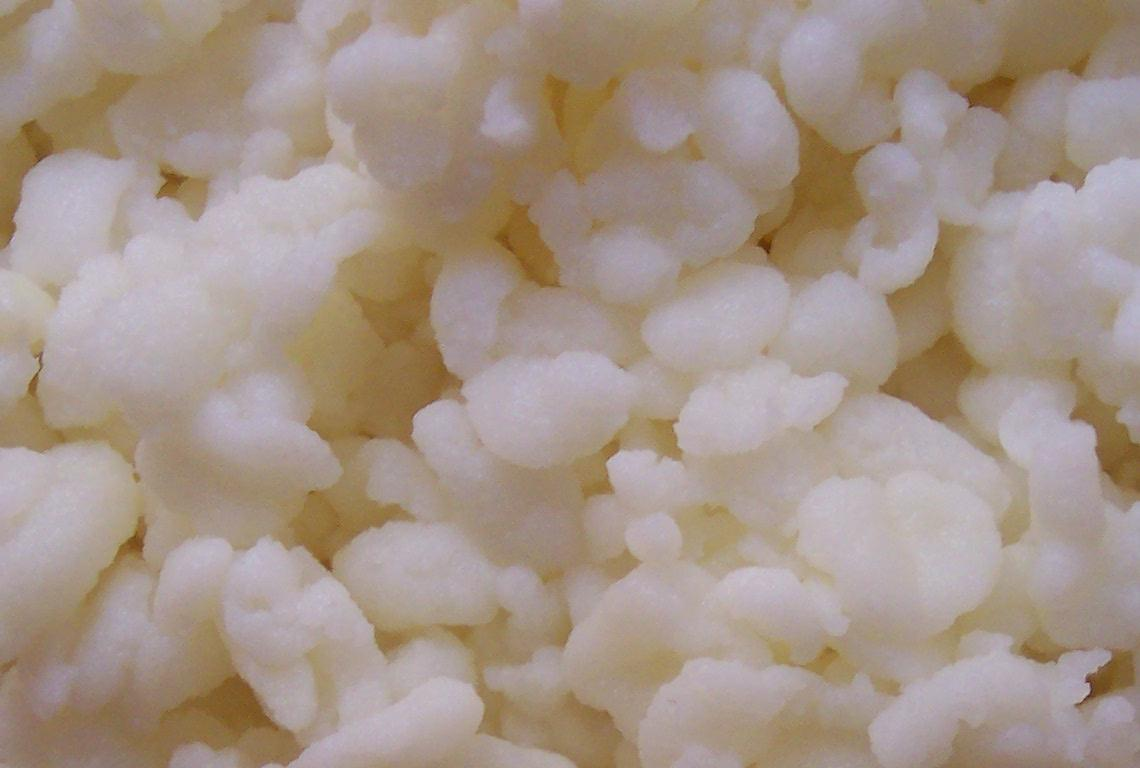
Lactobacillus bulgaricus es utilizado para la producción casera de yogur. Aporta proteínas y sirve para limpiar los lácteos.

Algunos lactobacilos poseen un metabolismo homofermentativo (es decir, producen solo ácido láctico a partir de azúcares) y son aerotolerantes a pesar de la ausencia de cadena respiratoria; otras especies también producen alcohol (son hetero fermentativas). Esta aerotolerancia es dependiente del manganeso y ha sido estudiada y explicada en Lactobacillus plantarum.